# Ligusticum ferulaceum
Ligusticum ferulaceum är en växtart i släktet strandlokor (Ligusticum) och familjen flockblommiga växter. Den beskrevs av Carlo Allioni 1773.
Arten är en perenn ört som förekommer i Frankrike och Italien.